# Línea Pamplona-Ororbia-Asiain-Etxauri
La Línea Pamplona - Ororbia - Asiain - Etxauri, es una línea de autobús que lleva la empresa de autobuses La Pamplonesa. Tiene 12 paradas a la ida y 12 a la vuelta.

## Paradas
| Sentido: ASIAIN - ETXAURI | Sentido: ASIAIN - ETXAURI | Sentido: ASIAIN - ETXAURI                               |  | Sentido: ORORBIA - PAMPLONA | Sentido: ORORBIA - PAMPLONA | Sentido: ORORBIA - PAMPLONA                             |
| Esquema                   | Parada                    | Correspondencia                                         |  | Esquema                     | Parada                      | Correspondencia                                         |
| ------------------------- | ------------------------- | ------------------------------------------------------- |  | --------------------------- | --------------------------- | ------------------------------------------------------- |
|                           | Pamplona                  | Pamplona - Ororbia - Etxauri Pamplona - Ostiz - Arraitz |  |                             | Etxauri                     | Pamplona - Ororbia - Etxauri                            |
|                           | Orkoien                   | Pamplona - Ororbia - Etxauri                            |  |                             | Ibero                       | Pamplona - Ororbia - Etxauri                            |
|                           | Arazuri                   | Pamplona - Ororbia - Etxauri                            |  |                             | Izcue                       | - -                                                     |
|                           | Ororbia                   | Pamplona - Ororbia - Etxauri                            |  |                             | Artázcoz                    | - -                                                     |
|                           | Lizasoáin                 | - -                                                     |  |                             | Izu                         | - -                                                     |
|                           | Olza                      | - -                                                     |  |                             | Asiain                      | - -                                                     |
|                           | Asiain                    | - -                                                     |  |                             | Olza                        | - -                                                     |
|                           | Izu                       | - -                                                     |  |                             | Lizasoáin                   | - -                                                     |
|                           | Artázcoz                  | - -                                                     |  |                             | Ororbia                     | Pamplona - Ororbia - Etxauri                            |
|                           | Izcue                     | - -                                                     |  |                             | Arazuri                     | Pamplona - Ororbia - Etxauri                            |
|                           | Ibero                     | Pamplona - Ororbia - Etxauri                            |  |                             | Orkoien                     | Pamplona - Ororbia - Etxauri                            |
|                           | Etxauri                   | Pamplona - Ororbia - Etxauri                            |  |                             | Pamplona                    | Pamplona - Ororbia - Etxauri Pamplona - Ostiz - Arraitz |